# Haim David Zukerwar
Haim David Zukerwar (Montevideo, 1956 - Jerusalem, 2009) fou un rabí, compositor, conferenciant i estudiós de la càbala uruguaià.

## Biografia
D'arrels jueves, es va interessar des de molt petit en l'estudi de la càbala i de l'espiritualisme en general. Després va ampliar competències en aquestes doctrines a la Universitat Hebrea de Jerusalem i en altres centres d'Israel. El 1988 va conèixer al seu mestre Mordejai Shainberguer.
A Jerusalem va organitzar i dirigir centres per a la difusió de la càbala, essent el més destacat The Jewish World Explorium. Ha estat conferenciant convidat a la Universitat Hebrea de Jerusalem i a la Universitat de Bar Ilan. Va participar en conferències a Amèrica del Sud i Europa.

## Obra
Algunes de les seves publicacions més destacades són:
- La esencia, el infinito y el alma (Barcelona, 2006).
- Kabala: la esencia de la percepción judía de la realidad (publicat a Barcelona, 2006).